# Медаль «Операция Виджай»
Медаль «Операция Виджай» (англ. Operation Vijay Medal, хинди ऑपरेशन विजय मेडल) — военная государственная награда Индии, учреждённая в 1999 году для награждения военнослужащих, участвовавших в операции «Виджай» — успешной военной кампании Индии по отражению пакистанского вторжения в Каргильский сектор (Каргильская война, операция «Виджай»). Медаль вручалась как признание мужества и боевых заслуг военных, проявивших себя в ходе конфликта.

## История учреждения
Медаль была учреждена премьер-министром Индии 26 июля 2001 года и утверждены актами Президента Индии №116/Pres/01 и №115/Pres/01 от 20 августа 2001 года после завершения Каргильской войны. Операция «Виджай» (англ. Operation Vijay) проводилась с мая по июль 1999 года с целью вытеснения пакистанских сил с индийской территории в районе Каргила. Награда стала частью системы военных медалей Индии, подчеркивающих заслуги участников конкретных боевых операций.
Одновременно была учреждена награда Звезда «Операция Виджай».

## Критерии награждения
Медалью награждались следующие категории военнослужащих и гражданских лиц:
- Личный состав регулярных войск: все военнослужащие сухопутных войск, ВМС и ВВС Индии, находившиеся в действующем составе и участвовавшие в планировании или проведении операции. Особо выделялся персонал ВВС, дислоцированный на авиабазах Сринагар, Авантипур, Лех, Тойса и Каргил.

- Сотрудники силовых структур: личный состав парамилитарных формирований, сотрудники центральных полицейских сил, железнодорожная полиция, полиция штата Джамму и Кашмир, члены отрядов самообороны и гражданской обороны.

- Другие структуры по решению правительства.

- Гражданские лица, работавшие под руководством военных в зоне операции.

География и сроки:
- Зона действия: территории Джамму и Кашмира, Пенджаба, Гуджарата, Раджастхана, а также западный и южный театры военных действий.
- Для ВМС: включая морскую зону боевых действий и персонал Западного военно-морского командования.

Период учитываемый при награждении: с 1 мая 1999 года по 31 января 2000 года.
Медалью также награждались:
- Кавалеры наград за храбрость.
- Военнослужащие, упомянутые в депешах.
- Погибшие или получившие ранения.
- Бывшие военнопленные (время плена засчитывалось в стаж).

Награждение могло быть отменено или восстановленно решением Президента Индии.

## Описание медали
Медаль изготовлена из медно-никелевого сплава. Диаметр медали — 36 мм.
В центре аверса изображён национальный герб Индии — львиная капитель Ашоки, под которыми расположен девиз: хинди «सत्यमेव जयते» («Лишь истина торжествует» или «Побеждает только истина»). В нижней части, по окружности, выгравирована надпись англ. «Operation Vijay». Композиция обрамлена стилизованным узором в виде лепестков лотоса.
На реверсе изображена башня Вижай Стамбх (Памятник победы в Диу) с надписями хинди «विजय स्तम्भ» и англ. «Vijaya Stambha». Как и на аверсе, рисунок окружён завершающим узором из липестков лотоса.
Медали, вручавшиеся офицерам, имели гурт с гравировкой. Награды рядового и сержантского состава не имели подписи на гурте.
Лента медали, шириной 32 мм, серая (стальной цвет) с тремя полосками по 2 мм — красная, тёмно-синяя и голубая, символизирующие армию, флот и авиацию Индии.
Башня Виджай, изображённая на реверсе медали, расположена в форте Читторгарх (Раджастан). Этот выдающийся памятник был возведён Раной Кумбхой в период 1442–1449 годов в честь победы над объединёнными войсками султана Махмуда Хилджи (Малавский султанат) и султана Кутб-уд-дина Ахмад-шаха II (Гуджаратский султанат). Башня украшена скульптурами индуистских божеств и является символом раджпутской доблести.

## Статус и порядок ношения
Медаль «Операция Виджай» относится к категории медалей за компанию и носится на левой стороне груди. В соответствии с указом Президента Индии Кочерила Рамана Нараянана, утвердившего порядок очерёдности наград, носимых на форме или гражданской одежде, медаль «Операция Виджай» носится после медали «Санграм» и перед медалью «Сайнья Сева».